# Розвальнево
Розвальнево — деревня в Михайловском районе Рязанской области России. Входит в состав Рачатниковского сельского поселения.
На северо-западе от деревни протекает рчк. Лукьяновка (приток Жраки).

## История
Деревня впервые упоминается в 1588 году в составе Моржевского стана под названием Терехово.
До 1924 года деревня входила в состав Прудской волости Михайловского уезда Рязанской губернии.

## Население
В 1929 году в деревне насчитывался 581 житель.
| 2010 |
| ---- |
| 0    |